# Geoid
Geoid là hình dạng bề mặt của đại dương giả định khi chỉ có ảnh hưởng của tương tác hấp dẫn của Trái Đất và sự tự quay, mà không có những ảnh hưởng khác như thủy triều và gió.
Bề mặt này được mở rộng qua các lục địa (chẳng hạn với các kênh giả thuyết rất hẹp). Theo Gauss, người đầu tiên mô tả nó, nó là "hình dạng Trái Đất toán học", một bề mặt nhẵn nhưng bất thường, với hình dạng của nó sinh ra từ sự phân bố không đều của khối lượng trong và trên bề mặt Trái Đất. Nó chỉ có thể được biết đến thông qua các đo đạc và tính toán hấp dẫn rộng khắp. Mặc dù là một khái niệm quan trọng trong gần 200 năm lịch sử của trắc địa và địa vật lý, nhưng nó chỉ được định nghĩa với độ chính xác cao kể từ khi có các thành tựu trong trắc địa vệ tinh từ cuối thế kỷ 20.

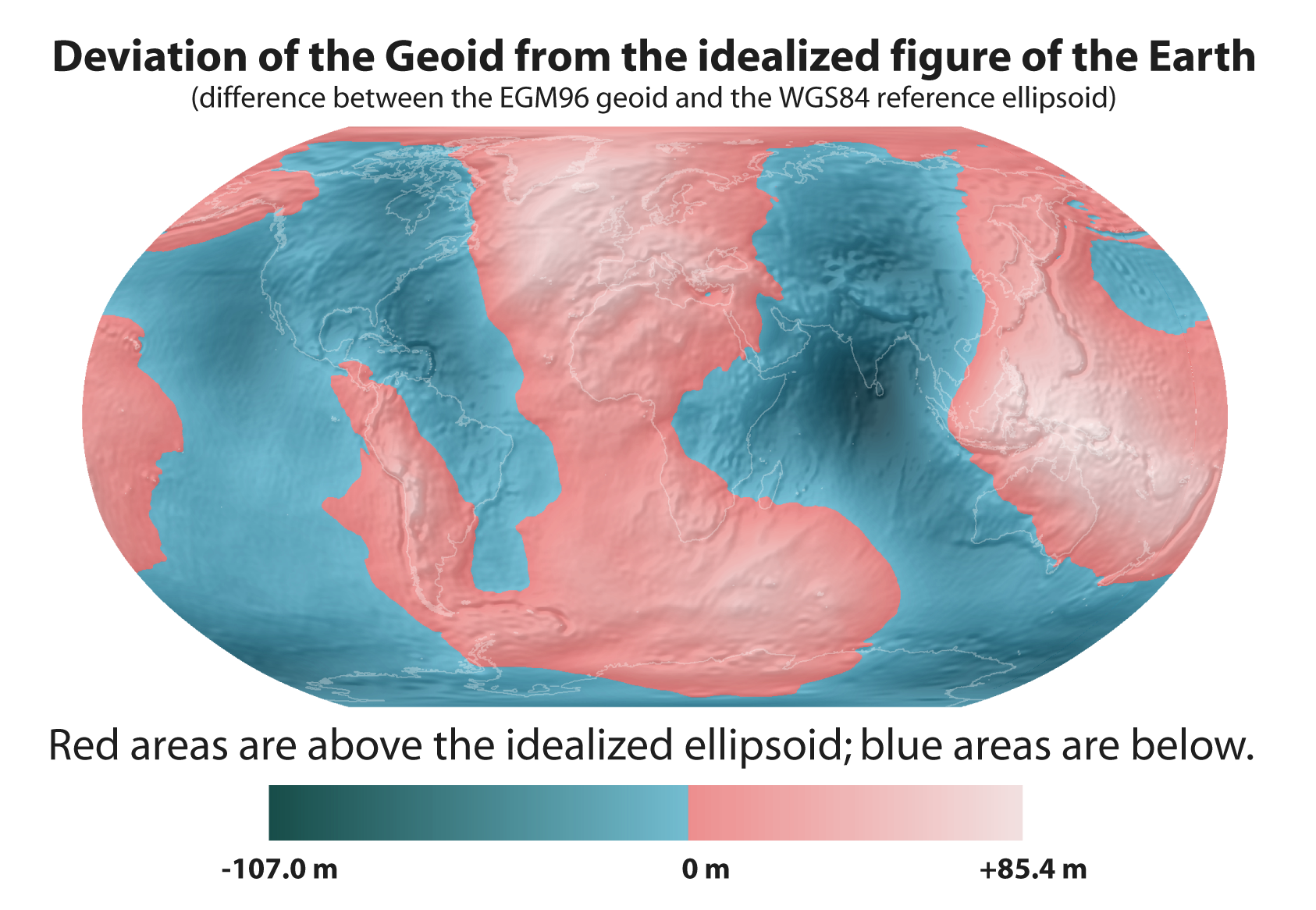
Bản đồ mức nhấp nhô của Geoid tính ra mét (theo mô hình trọng trường EGM96) so với Ellipsoid quy chiếu WGS84.

Tất cả các điểm trên geoid có cùng thế năng hữu hiệu (tổng của thế năng hấp dẫn và thế năng li tâm), tức là geoid là một trong các mặt đẳng thế của trọng trường Trái Đất, mà ở đại dương nó trùng với mực nước biển trung bình. Lực hấp dẫn tác dụng ở khắp mọi nơi vuông góc với geoid, nghĩa là dây dọi thì vuông góc còn mực nước thì song song với mặt geoid nếu như chỉ có lực hấp dẫn và gia tốc tự quay tác động. Bề mặt của geoid là cao hơn ellipsoid quy chiếu ở những nơi có dị thường hấp dẫn dương (dư thừa khối lượng) và thấp hơn ellipsoid quy chiếu ở những nơi có dị thường hấp dẫn âm (thiếu hụt khối lượng).

1. Đại dương 2. Ellipsoid quy chiếu 3. Đường thẳng đứng địa phương 4. Lục địa 5. Geoid

Khác với thế năng hấp dẫn, trên geoid gia tốc trọng trường g thay đổi do gia tốc ly tâm thay đổi, dẫn đến g ở địa cực là 9,83 giảm tới ở xích đạo là 9,78 m/s2.
Geoid là một mô hình vật lý của hình dạng Trái Đất, được Carl Friedrich Gauß phát triển vào năm 1828. Thuật ngữ "geoid" do Johann Benedict Listing đưa ra để mô tả nó như là một bề mặt đẳng thế năng hấp dẫn vào năm 1871.

## Hình dạng Trái Đất
Geoid là một trong các định nghĩa về hình dạng Trái Đất dựa trên trọng trường, liên quan đến cấp độ chính xác khi nêu về hình dạng nhằm phục vụ các nghiên cứu khoa học Trái Đất.
- Ở dạng khái quát cao nhất, thì coi Trái Đất có dạng hình cầu.
- Sự tự quay quanh trục dẫn đến lực ly tâm, làm Trái Đất phình ra ở xích đạo. Vì vậy nó được khái quát là một ellipsoid. Các bán trục ellipsoid được chọn để trên đại dương bề mặt ellipsoid là xấp xỉ của geoid. Nó được gọi là ellipsoid quy chiếu và là nền tảng trong trắc địa để lập ra hệ tọa độ địa lý gồm vĩ độ, kinh độ, cao độ.
- Sự phân bố không đồng đều của mật độ vật chất trong các lớp phủ và lớp vỏ, dẫn đến trọng trường tại các vị trí địa lý khác nhau là khác nhau. Geoid được định nghĩa ở đây, theo khái niệm vật lý mặt đẳng thế của trọng trường.
- Hình dạng đầy đủ nhất của Trái Đất, chính là bề mặt vật lý, gồm có địa hình trên đất liền và bề mặt các vùng nước (sông, hồ, biển và đại dương) xác định theo mực nước trung bình, tức là bề mặt thạch - thủy quyển và bỏ qua khí quyển.

Như vậy các biểu diễn hình dạng đều đòi hỏi xác định chính xác về geoid. Điểm kỳ dị nằm ở chỗ, phải làm trơn mặt đẳng thế để bỏ qua các tiểu tiết cục bộ do thạch quyển gây ra. Phương pháp làm trơn khác nhau cho ra kết quả khác nhau, nên việc hiệu đính geoid và cả ellipsoid quy chiếu diễn ra liên tục từ xưa đến mai sau.

## Mô tả
Bề mặt của geoid không đều, cao hơn so với mặt Ellipsoid quy chiếu ở nơi có dị thường trọng lực dương (mật độ dư) và thấp hơn ở nơi có dị thường trọng lực âm (mật độ hụt).
Geoid mượt mà hơn hơn nhiều so với bề mặt vật lý (tức địa hình) của Trái Đất. Ví dụ trên đất liền bề mặt vật lý Trái Đất thay đổi từ +8.848 m ở đỉnh Everest đến −11.034 m ở rãnh Mariana, còn biến thiên của geoid khoảng từ -106 m ở miền nam Ấn Độ đến +85 m ở Iceland, với độ biến thiên tổng thể dưới 200 m khi so sánh với mô hình ellipsoid toán học hoàn hảo.
Lưu ý rằng nhiều máy định vị GPS thực hiện tính toán với ellipsoid quy chiếu địa tâm, nên trong một hành trình dài trên tàu biển, với giả định không có thủy triều và sóng, thì GPS cho ra độ cao khác nhau dù tàu vẫn trên mặt geoid. Đó gọi là số liệu GPS thô. Để thu được độ cao geoid, số liệu được hiệu chỉnh bằng quan sát thủy triều để xác định mực nước biển trung bình. Ngược lại, độ cao xác định bằng ni vô từ trạm đo đạc thủy triều, như trong trắc đạc đất đai truyền thống, luôn luôn là độ cao geoid. Một số máy thu GPS hiện đại có lưới tọa độ giá trị độ cao geoid cài sẵn (ví dụ từ EGM96), có thể tính ra độ cao geoid.

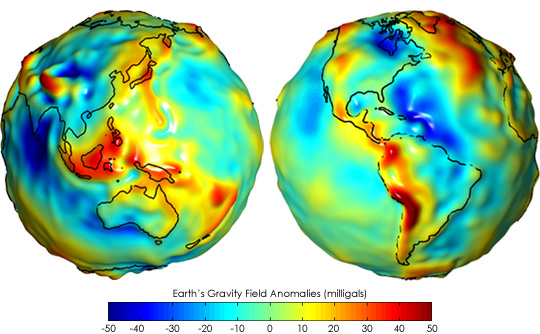
Hình dung 3 chiều mức nhấp nhô của geoid tính ra Gal

## Nguyên nhân của sự bất thường geoid
Những biến đổi độ cao bề mặt geoid có liên quan đến phân bố mật độ bất thường trong lòng đất. Đo đạc geoid cho phép hiểu được cấu trúc bên trong của hành tinh. Tính toán lý thuyết cho thấy rằng dấu hiệu ở geoid của một lớp vỏ dày (ví dụ trong vành đai tạo núi do va chạm lục địa) là dương, còn nơi chờ đợi thạch quyển dày lên thì là âm.

## Biến thiên theo thời gian
Trái Đất luôn luôn vận động, kể cả trong lòng đất như đối lưu manti và ở thạch - thủy quyển. Nó dẫn đến phân bố lại mật độ đất đá trong các lớp và tương ứng là sự thay đổi của Trọng trường Trái Đất.
Các chương trình khảo sát vệ tinh gần đây, như GOCE và GRACE, cho phép nghiên cứu các tín hiệu geoid biến thiên theo thời gian. Các sản phẩm đầu tiên dựa trên dữ liệu vệ tinh GOCE trở thành có sẵn trong tháng 6 năm 2010, và do Cơ quan Vũ trụ châu Âu (European Space Agency, ESA) cung cấp dịch vụ trực tuyến quan sát Trái Đất. Ngày 31 tháng 3 năm 2011, mô hình geoid mới đã được công bố tại Hội thảo quốc tế lần thứ tư do GOCE tổ chức tại Đại học Kỹ thuật München ở Munich, Đức.
Nghiên cứu sử dụng các biến thiên thời gian geoid từ dữ liệu GRACE đã cung cấp thông tin về lưu thông thủy văn toàn cầu, về sự cân bằng khối lượng của dải băng, và sự phục hồi sau thời kỳ băng hà. Từ việc đo phục hồi sau thời kỳ băng hà, dữ liệu GRACE có thể được sử dụng để suy ra độ nhớt của Lớp vỏ Manti của Trái Đất.

## Các thiên thể
Các khái niệm về geoid được mở rộng tới các hành tinh khác, cũng như mặt trăng và các tiểu hành tinh.

## Đối tượng nghiên cứu
- Trái Đất